# Quintaesencia
En cosmología, quintaesencia es una forma hipotética de energía que se postula para explicar las observaciones del universo en expansión acelerada.
La quintaesencia es un tipo de energía del vacío, con una ecuación de estado de la forma:

{\displaystyle \ p=w\rho c^{2}},

donde:
{\displaystyle p\,} es la presión,
{\displaystyle \rho \,} la densidad.
Si {\displaystyle w<-1/3}, la quintaesencia actúa como un campo repulsivo. Dado que la energía oscura tiene precisamente ese efecto, fenomenológicamente la energía oscura es una forma de quintaesencia.
En general, el parámetro {\displaystyle w} puede variar en escalas de tiempo cosmológicas, si bien algunos teóricos se refieren a la quintaesencia con {\displaystyle w} variable con el nombre de kinescencia, para distinguirla de otras formas de energía que tienen un {\displaystyle w} constante. 
El término quintaesencia tampoco es usado para formas hipotéticas de energía con {\displaystyle w>-1/3}. 
Una constante cosmológica no nula corresponde al caso {\displaystyle w=-1}, sin variación temporal.
En una cosmología no estándar como expansión cósmica en escala por C. Johan Masreliez la quintaesencia es {\displaystyle w=-1/3}, lo que significa curvatura del espacio-tiempo.

## En la Edad Media
En la Edad Media, la quintaesencia (latín quinta essentia) era un elemento hipotético, también denominado éter. Se le consideraba un hipotético quinto elemento o "quinta esencia" de la naturaleza, junto a los cuatro elementos clásicos: tierra, agua, fuego y aire.